# Marten de Vos

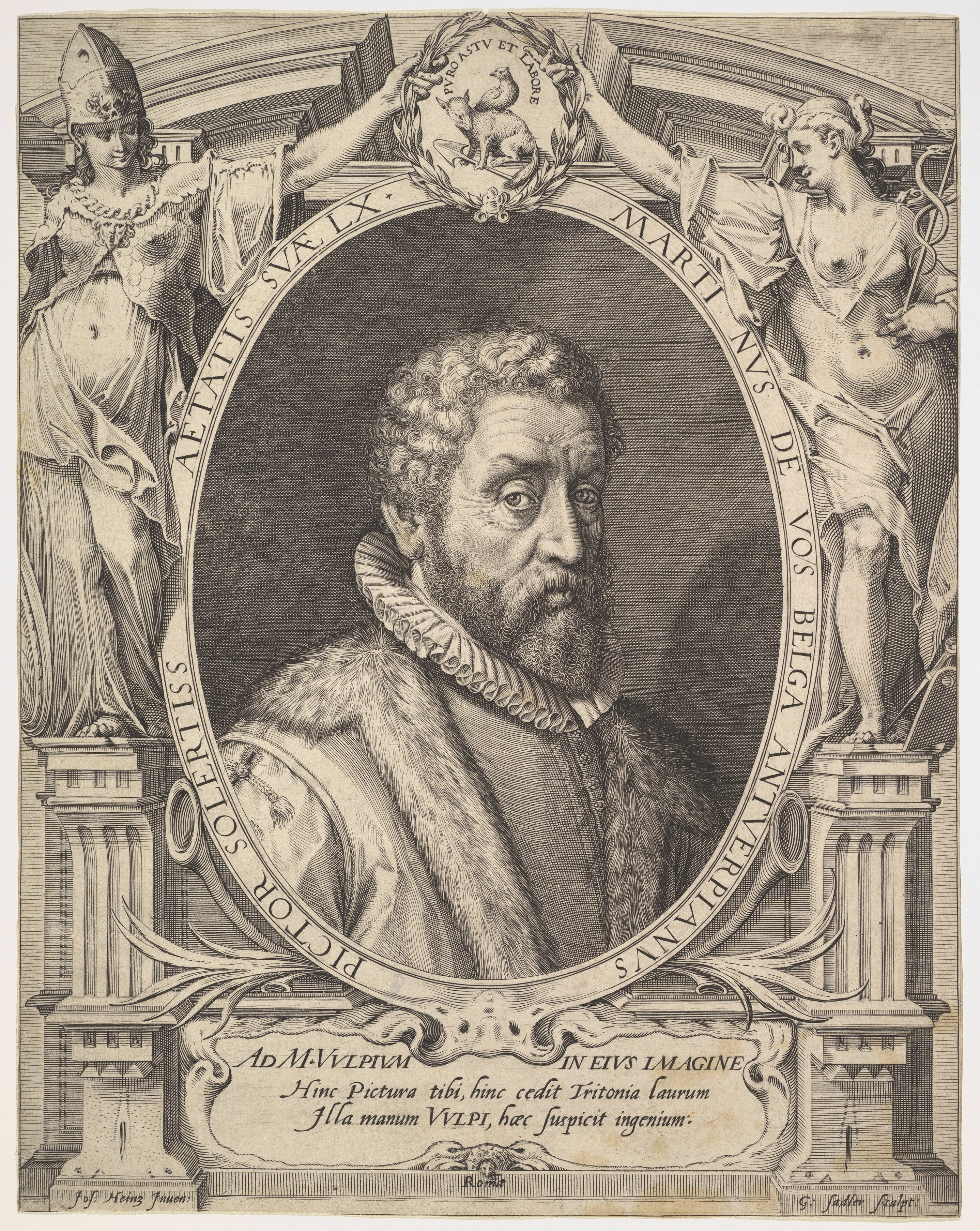
Marten de Vos auf einem Kupferstich von Aegidius Sadeler (nach Joseph Heintz d. Ä.)

Marten de Vos, auch Maerten de Vos (* 1532 in Antwerpen; † 4. Dezember 1603 in Antwerpen), war ein flämischer Maler des nördlichen Manierismus.

## Leben und Wirken

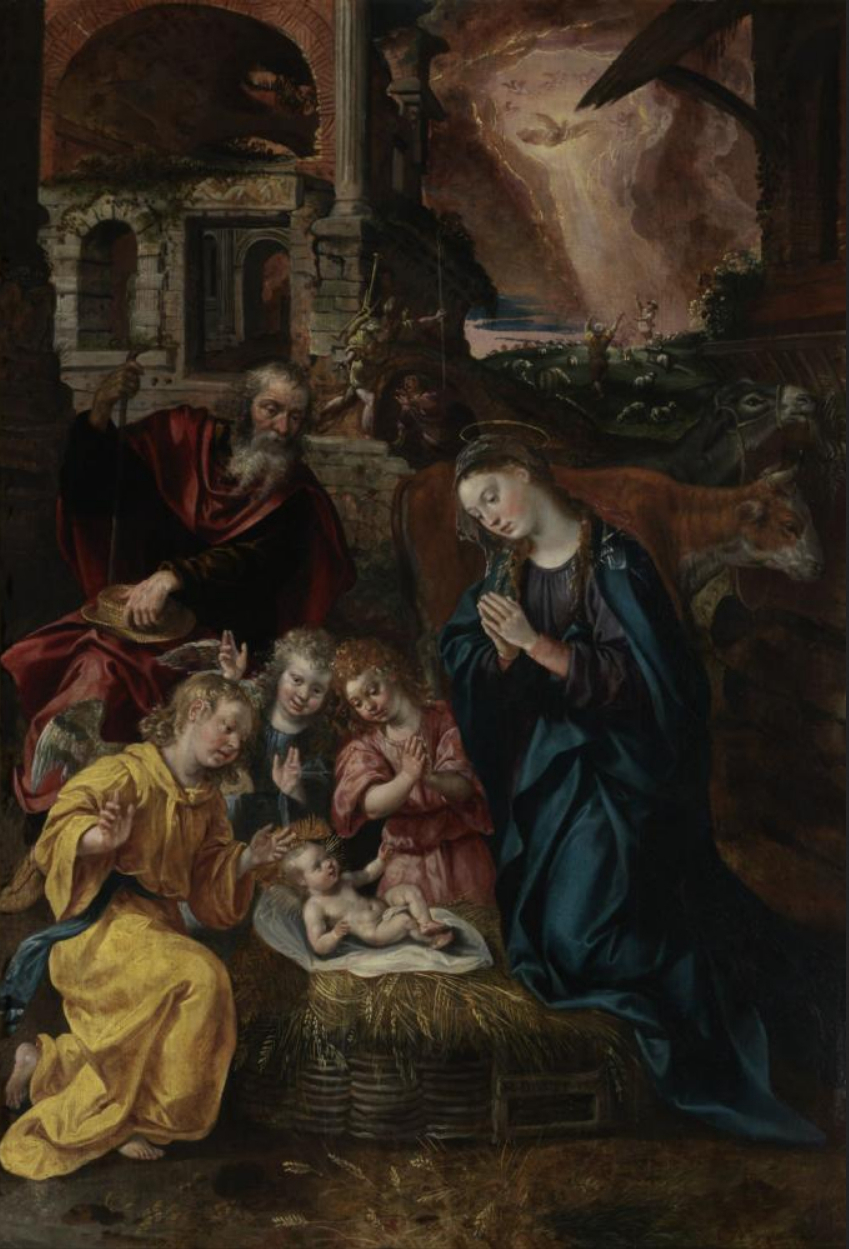
Geburt Jesu, 1577, Liebfrauenkathedrale, Antwerpen

Marten de Vos wurde vermutlich von seinem Leidener Vater Peeter de Vos und Frans Floris zum Maler ausgebildet. Nach seiner Lehrzeit begab er sich auf eine Studienreise nach Rom, Florenz und Venedig. Sein Hauptinteresse galt dem italienischen Maler Jacopo Tintoretto, wobei er in einigen von dessen Bildern die Landschaftshintergründe malte.
Nachdem de Vos im Jahr 1558 aus Italien zurückgekehrt war, wurde er in Antwerpen Meister der Lukasgilde. Der Handelsherr und Reeder, Gillis Hooftman finanzierte ihm die Ausstattung seines Ateliers und gab mehrere Gemälde in Auftrag. Spätestens 1560 heiratete de Vos Joanna de Boucq, mit der er unter anderem die Söhne Daniel (1568–1605) und Marten (1576–1613) hatte, die ebenfalls als Maler tätig waren und von denen der jüngere Marten ab 1607 auch als Meister genannt wurde.
De Vos’ erste Auftragswerke waren Altarbilder, Allegorien und Heiligenviten. Teilweise finden sich seine Arbeiten noch in verschiedenen belgischen Kirchen. Das Museum in Antwerpen beherbergt 30 seiner Gemälde, unter anderem das Triptychon Der Triumph Christi und sein letztes dokumentiertes Werk aus dem Jahr 1602 Lukas, die Madonna malend, dessen Seitenflügel von Otto van Veen und Martin Pepyn (1575–1643) vollendet wurden. Weitere Historiengemälde von de Vos finden sich in den Museen von Sevilla, Gent und im Kunsthistorischen Museum in Wien. Bedeutend sind auch seine Porträts, darunter das 1581 entstandene Bildnis des Alessandro Farnese.
In seiner Werkstatt bildete er zwischen 1564 und 1600 elf Lehrlinge aus, darunter Wenzel Coebergher (1560–1634). In der Lukasgilde avancierte er 1571 zum Unterdekan und 1572/78 zum Dekan. Zusammen mit Ambrosius Francken (1544–1618) übernahm de Vos im Jahr 1594 einen Großteil der Ausschmückung der Stadt Antwerpen für den Empfang von Erzherzog Ernst von Österreich; die Gesamtleitung oblag Johannes Bochius.

## Stil

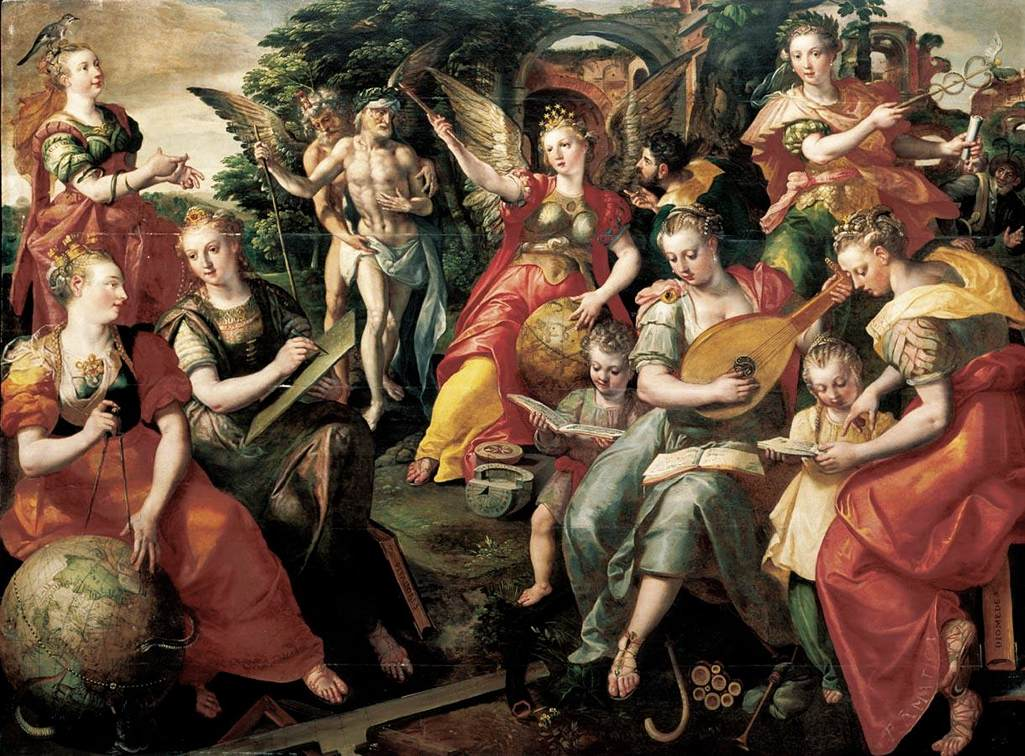
Allegorie der sieben freien Künste, 1590, Privatsammlung

Marten de Vos entwickelte eine individuelle Mischung aus traditionell flämischer Ikonographie mit italienischen Merkmalen. Dabei sind seine Figuren weniger stilisiert als diejenigen seines Lehrers Frans Floris. Das Disegno von de Vos ist sehr klar, trotzdem weisen sowohl sein Menschenideal als auch sein Umgang mit Farbe deutliche Einflüsse der Venezianer Tizian und Tintoretto auf, in einer eigenwilligen Mischung mit nordischen Zügen, die zuweilen auf Rubens vorausweist.
Sein Frühwerk ist gekennzeichnet durch frische, warme und leuchtende Farben. Die folgende Periode bis etwa 1574 weist eine kühlere, hellere und buntere Farbgebung auf. Später wurde sein Kolorit harmonischer und weicher in der Modellierung. Auffällig ist eine Vorliebe für figurenreiche Kompositionen, wobei die Personen einen Großteil der Bildfläche einnehmen.
Sein Œuvre umfasst vor allem Darstellungen religiöser Themen, aber auch mythologische und allegorische Werke und Porträts. Viele seiner Bilder malte er in Öl auf Holz. Außer seinen Gemälden schuf er zahlreiche Stichvorlagen. Marten de Vos war einer der bedeutendsten flämischen Maler der zweiten Hälfte des 16. Jahrhunderts und repräsentiert eine nördliche Form des Manierismus. Sein Einfluss auf die jüngere Künstlergeneration in Antwerpen – darunter Peter Paul Rubens – war nicht ohne Bedeutung.

## Rezeption
Nach seinem Tod fungierten viele seiner Zeichnungen als Vorlage für Kupferstiche.
Am 24. Januar 2002 wurden seine Altarflügel mit den Darstellungen Johannes des Täufers, Johannes Evangelist und den rückseitigen Motiven: Hl.Katharina und Hl.Laurenz bei Sotheby’s in New York versteigert. Die einzelnen Heiligenfiguren hat er im Vordergrund einer Landschaft dargestellt.

## Werke

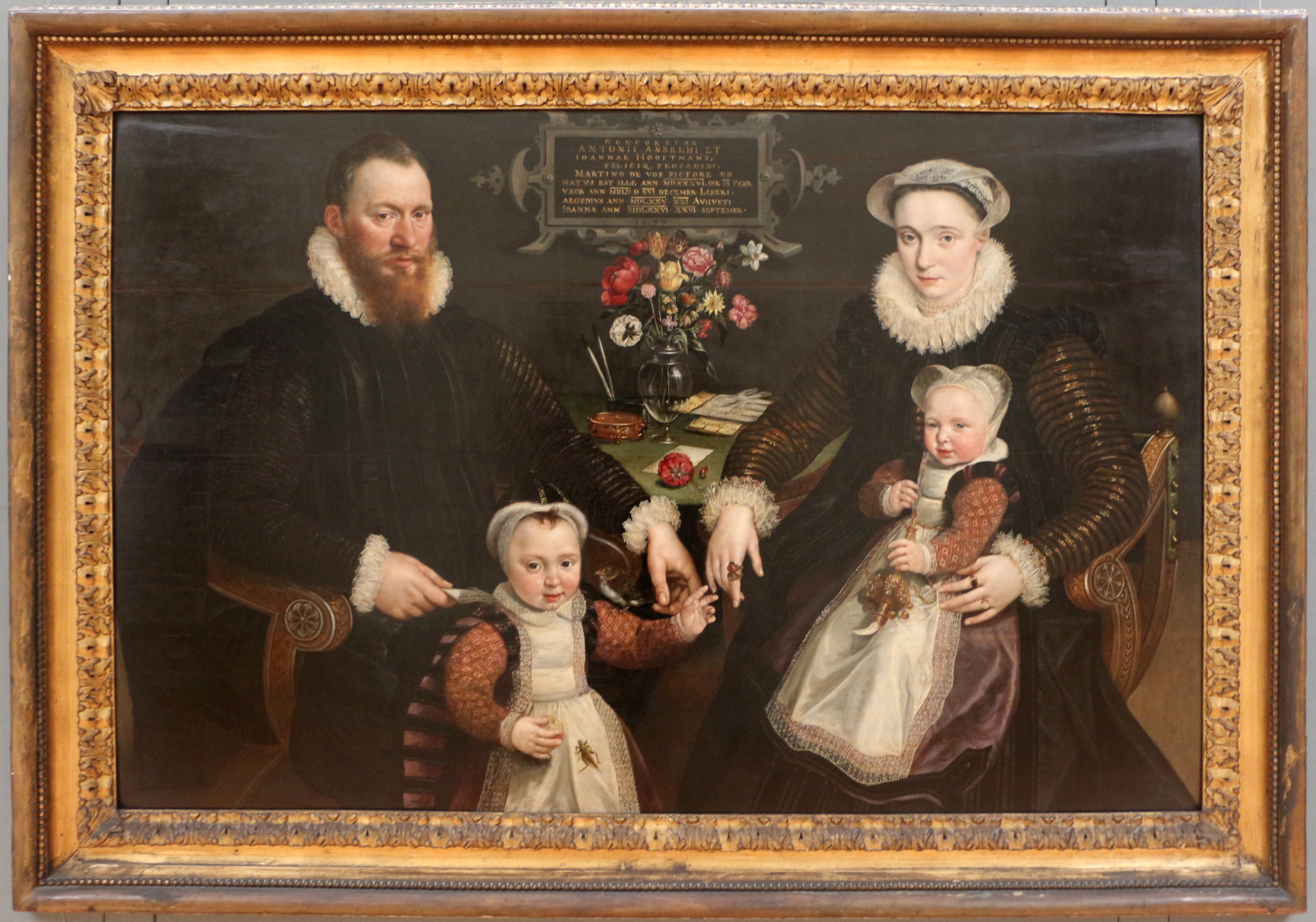
Antonius Anselmus und seine Frau Joanna Hooftman mit ihren Kindern Gillis und Janneken, 1577, Königliche Museen der Schönen Künste, Brüssel

- Unbefleckte Empfängnis Mariä, in San Francesco a Ripa in Rom.
- 1562 6 Bilder der Geschichte Rebekkas, Museum in Rouen
- 1568 2 Bilder aus der Geschichte des hl. Paulus, Louvre in Paris, Museum in Brüssel
- 1570 Ehepaar Gillis Hooftman, Rijksmuseum in Amsterdam
- 1570 Ausstattung der Schlosskapelle zu Celle bei Hannover
- 1572 Folge von 6 Tierbildern, Museum Mainz und Schwerin
- 1574 Thomasaltar, Museum in Antwerpen
- 1577 Familie Anselmo, Museum in Brüssel
- 1581 Alexander Farnese
- 1585 Hl.Sippe, Museum in Gent
- 1590 Christusaltar, Museum in Antwerpen
- 1599 Anbetung der Könige, Museum in Valenciennes
- 1601 Zinsgroschenaltar, Museum in Antwerpen
- 1602 Lukas die Madonna malend, Museum in Antwerpen

## Bildergalerie

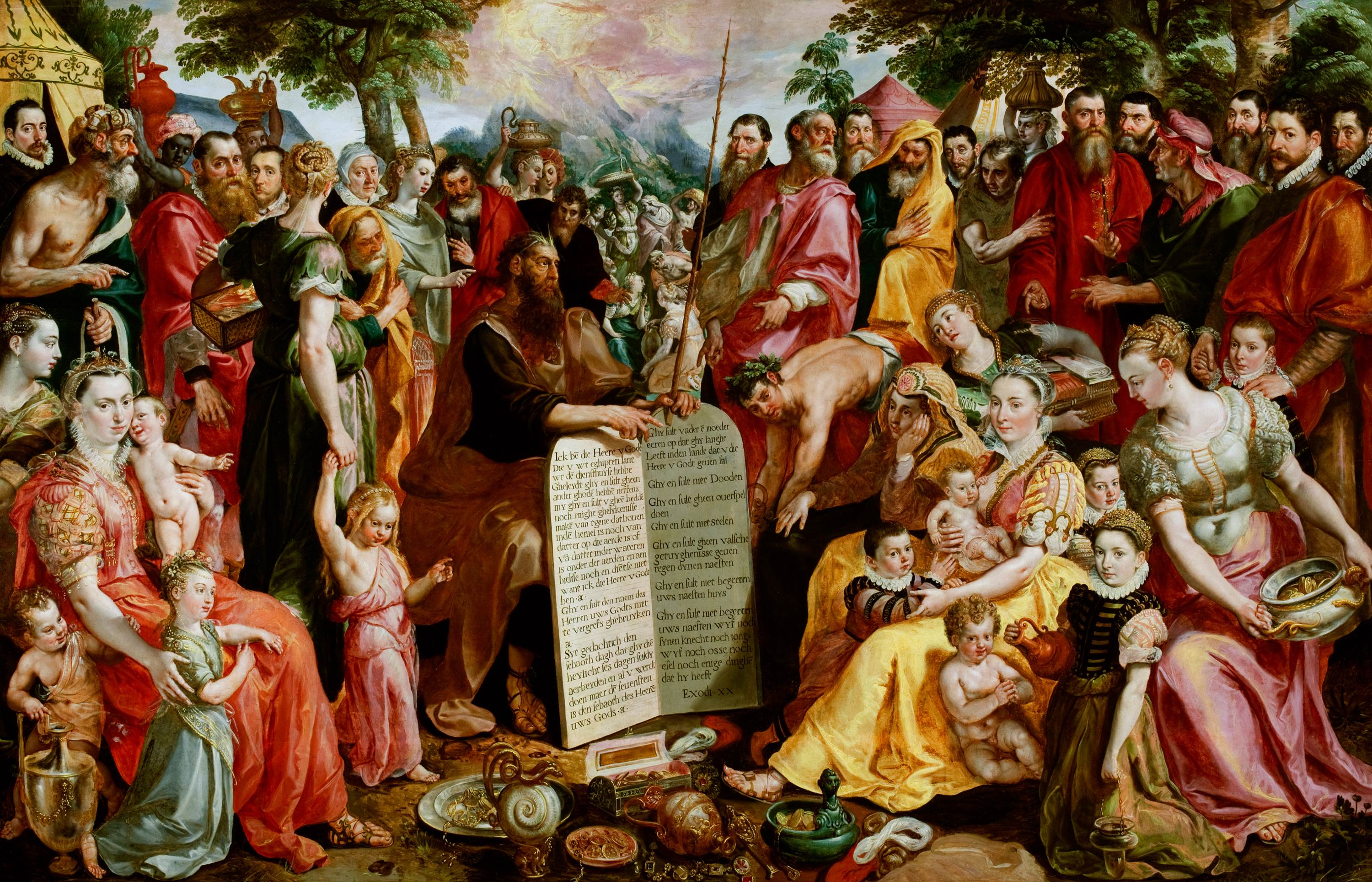
Moses mit den Gesetzestafeln und den Israeliten, mit Portraits der Familie Panhuys und ihren Freunden, 1574–75, Museum Catharijneconvent, Utrecht
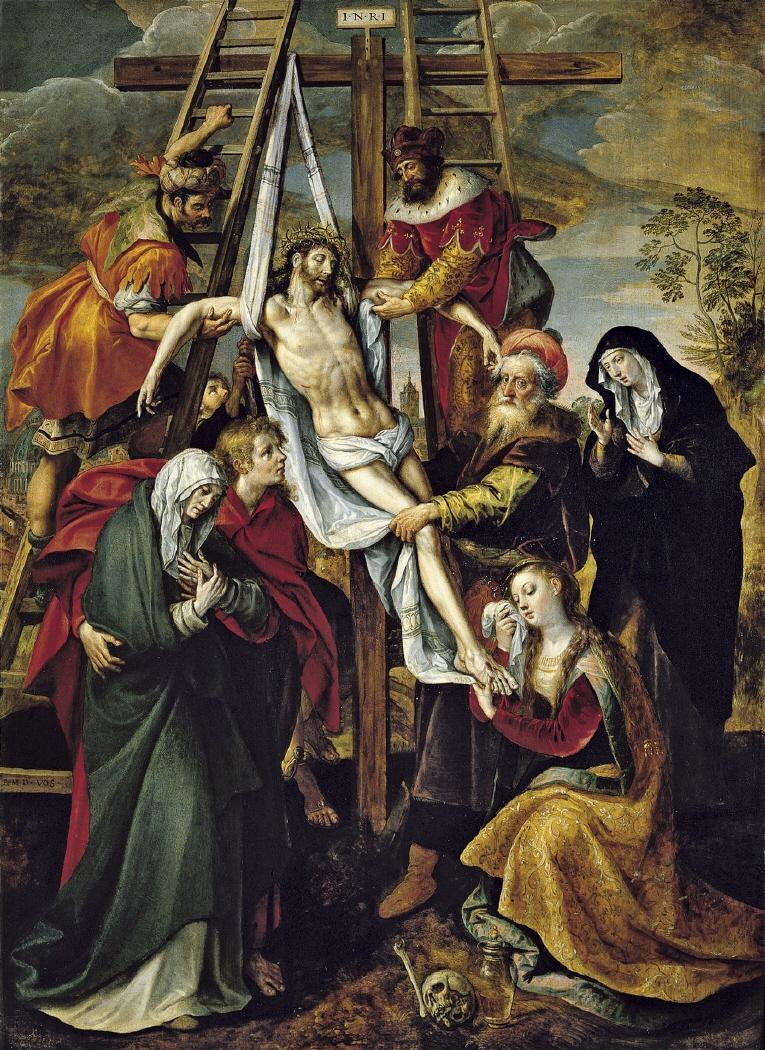
Kreuzabnahme, Real Academia de Bellas Artes de San Fernando
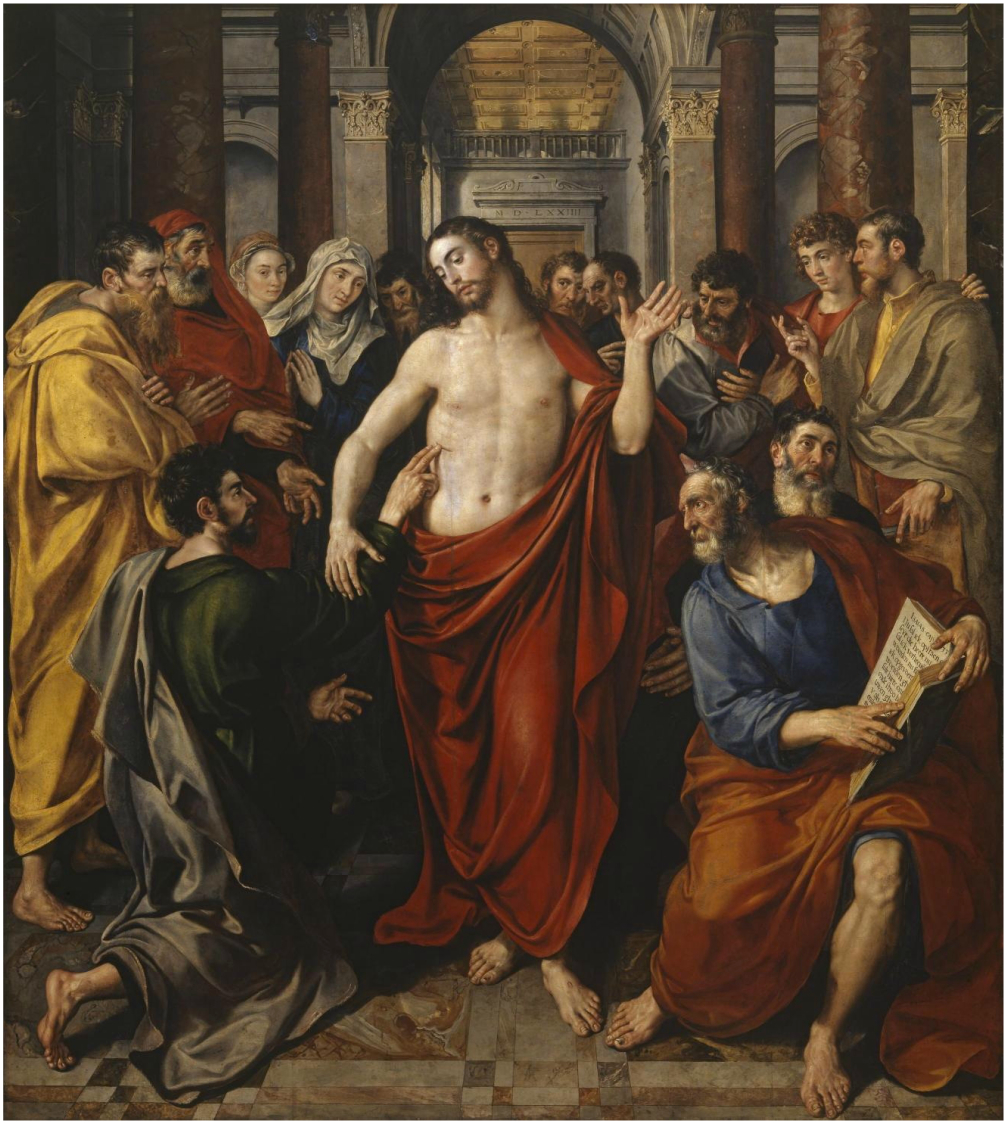
Christus und der ungläubige Thomas (Detail Thomasaltar), 1574, Königliches Museum der Schönen Künste, Antwerpen
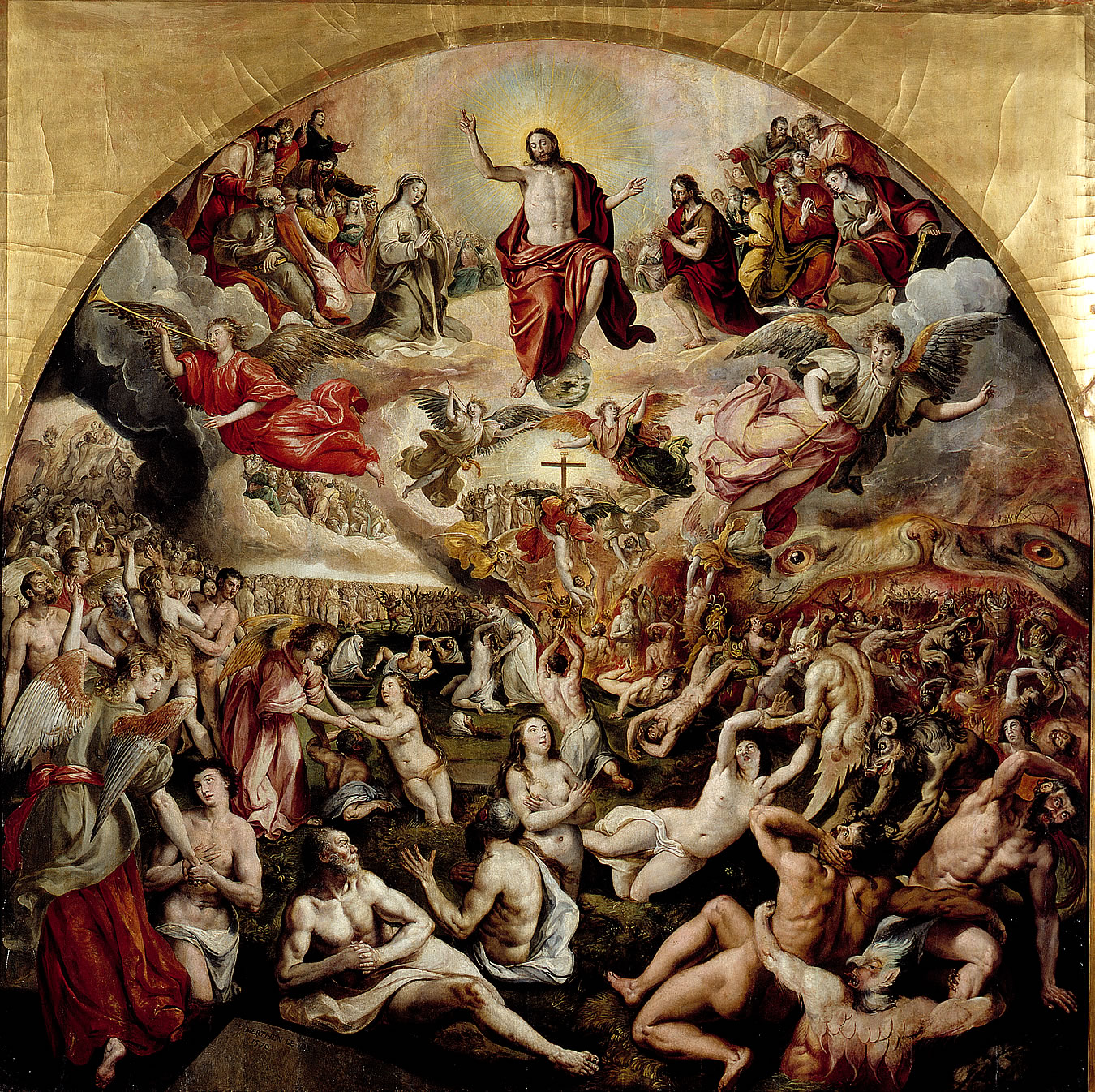
Das Jüngste Gericht, 1570, Museo de Bellas Artes, Sevilla